# Gloeophyllum concentricum
Gloeophyllum concentricum är en svampart som beskrevs av G. Cunn. 1965. Gloeophyllum concentricum ingår i släktet Gloeophyllum och familjen Gloeophyllaceae.   Inga underarter finns listade i Catalogue of Life.